# Sierra Leone Government Railway

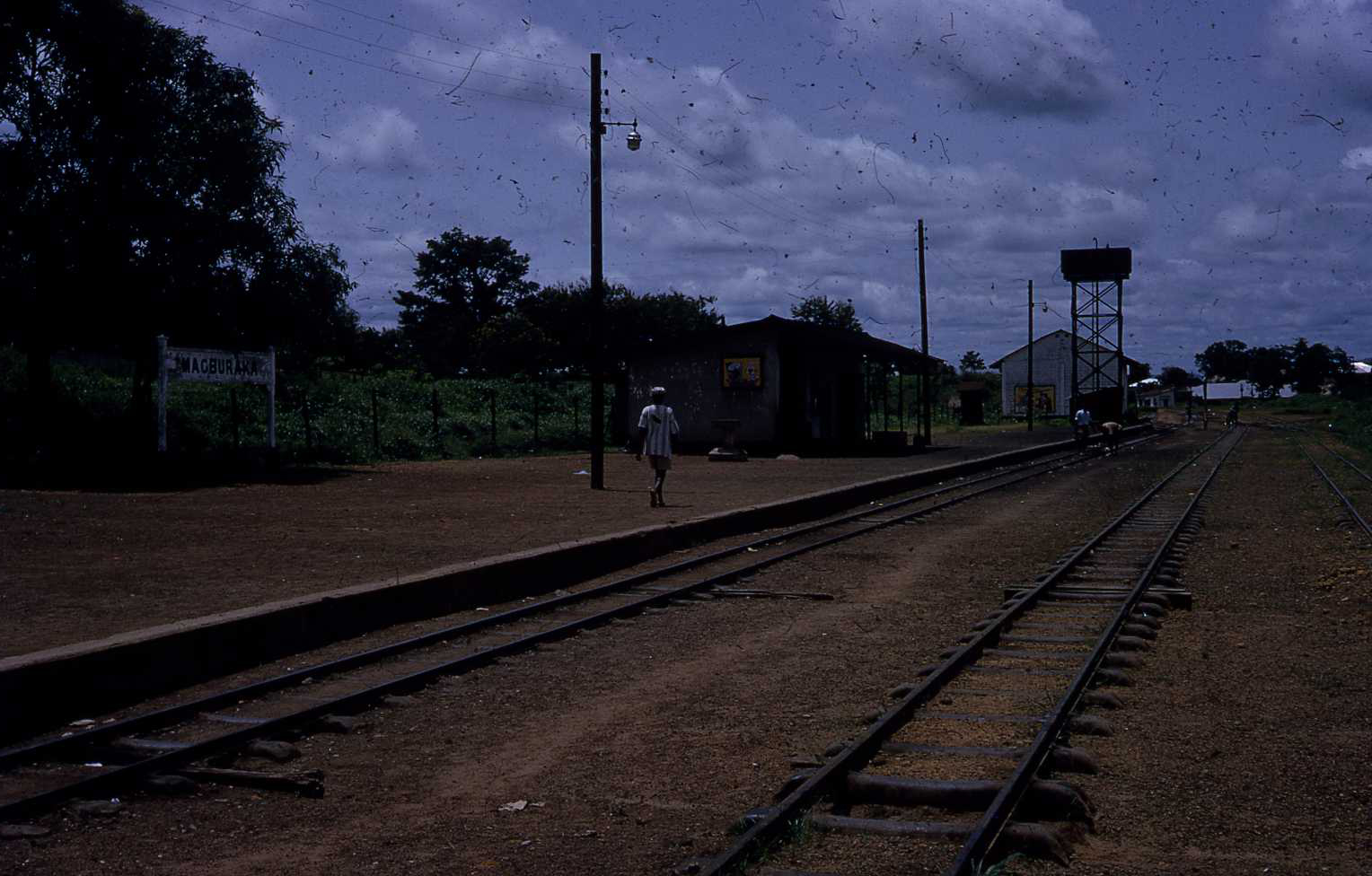
Ehemaliger Bahnhof in Magburaka (2007)

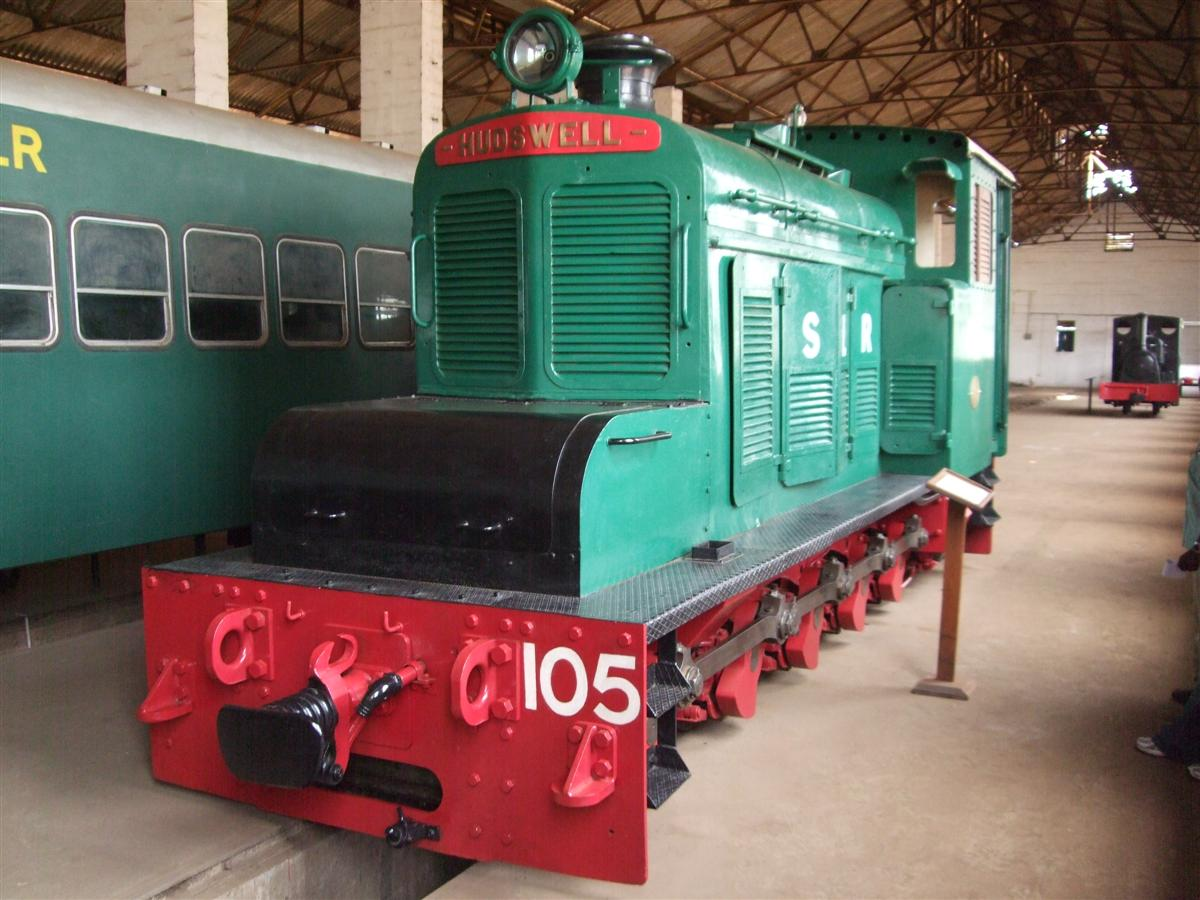
Hudswell Clarke im Nationalen Eisenbahnmuseum von Sierra Leone (2011)

Sierra Leone Government Railway (SLR) war von 1897 bis zur Aufgabe des Netzes 1974 staatlicher Betreiber und Eigentümer des Eisenbahnnetzes im westafrikanischen Sierra Leone.

## Hintergrund
SLR verband Freetown, Bo, Kenema und Daru. Ein Abzweig führte nach Makeni.
Das 5,5 Meilen lange städtische Netz von Freetown wurde von der Sierra Leone Mountain Railway bedient. Zudem gab es von 1933 bis 1975 und ab 2011 ein industriell genutztes Schienennetz in Kapspur, das von der Sierra Leone Development Corporation Railway betrieben wurde.
Ab den 1960er Jahren nahm, aufgrund zunehmendem Straßentransport, der Bedarf an Schienenverkehr deutlich ab. Zu Wiederbelebung war unter anderem eine Strecke zum Transport von Mineralien geplant sowie die Umwandlung der Spurweite von 762 mm. Die Vereinten Nationen empfahlen jedoch die Einstellung, die 1968 mit der Nebenlinie nach Makeni begann, über Kenema–Pandembu 1971 fortgeführt und bis 1974 bis Bo abgeschlossen wurde. Die SLR wurde abgewickelt.

## Lokomotiven

### Dampf
Ab 1897 wurden zunächst zwei Tenderlokomotiven mit der Achsfolge C (in der im englischsprachigen Raum verwendeten Whyte-Notation: 0-6-0T) der Hunslet Engine Company eingesetzt. Diesen folgten bereits ein Jahr später Tenderlokomotiven der Achsfolge 1’C1’ (2-6-2T), die bis zur Einstellung des Dampfbetriebes 1954 in großer Zahl eingesetzt wurden.
Fünf Tenderlokomotiven der Achsfolge 1’D1’ (2-8-2T) von Hunslet wurden 1906 und zwei Schlepptenderlokomotiven der Achsfolge 2’D (4-8-0) von Nasmyth, Wilson and Company in 1910 in Betrieb genommen. Bis 1921 verfügte die SLR über 21 2’D-Lokomotiven, die auch von der North British Locomotive Company und Hawthorn, Leslie & Company gebaut wurden. 1926 wurden Garrattlokomotiven mit der Achsfolge (1’C1)1C1’ [2-6-2+2-6-2] von Beyer, Peacock and Company angeschafft. Zur gleichen Zeit wurden die Tenderlokomotiven der Achsfolge 1’D1’ (2-8-2T) ausgemustert.
Während des Zweiten Weltkrieges wurden 1942 sechs Garrattlokomotiven und zwanzig Schlepptenderlokomotiven der Achsfolge 2’D (4-8-0) von W. G. Bagnall und Andrew Barclay Sons & Co. gekauft. Sechs Schlepptenderlokomotiven der Achsfolge 2’D (4-8-0) wurden von der South India Railways zur SLR überstellt. Zudem wurden fünf der Garrattlokomotiven der Achsfolge (1’C1)1C1’ [2-6-2+2-6-2] in die Achsfolge (1’D)D1’ [2-8+8-2] umgebaut. 1956 folgten vierzehn (2’D1’)(1’D2’) [4-8-2+2-8-4] Garrattlokomotiven von Beyer-Peacock.
1950 wurde fast die gesamte Ausstattung der SLR erneut. Unter anderen wurden 155 Güterwaggons angeschafft. Der Güter- und Personentransport nahm in diesen Jahren deutlich zu. Zur Unabhängigkeit 1961 erhielt die SLR vom Vereinigten Königreich 45 Passagierwaggons als Geschenk.

### Diesel
Ab 1954 wurden parallel von der SLR die ersten Diesellokomotiven erworben. Es handelte sich zunächst um drei mit der Achsfolge D von Hudswell Clarke, wovon sechs Jahre später fünf weitere in Dienst gestellt wurden. 1958 und 1961 wurden 24 mit der Achsfolge 1’D1’ gekauft.
Bei Schließung der SLR verfügte diese noch über fünf Dampflokomotiven und vier Dieselloks.

## Besondere Vorkommnisse
1926 begannen die Arbeiter der SLR einen Streik, in dem sie gegen die diskriminierende Behandlung gegen schwarze Angestellte demonstrierten. Dieser dauerte sechs Wochen und führte zur Einstellung des Betriebes. Die Ziele wurden nicht erreicht, stattdessen wurden die Streikenden mit Lohnkürzungen und Mehrarbeit bestraft.
Im Zweiten Weltkrieg kam dem Betrieb der Eisenbahn eine erhöhte Bedeutung zu. So wurden unter anderem Kampfflugzeuge auseinandergebaut, durch die SLR bis zur Endstation transportiert und dort für den Einsatz in Ägypten zusammengesetzt.